# Ptichka

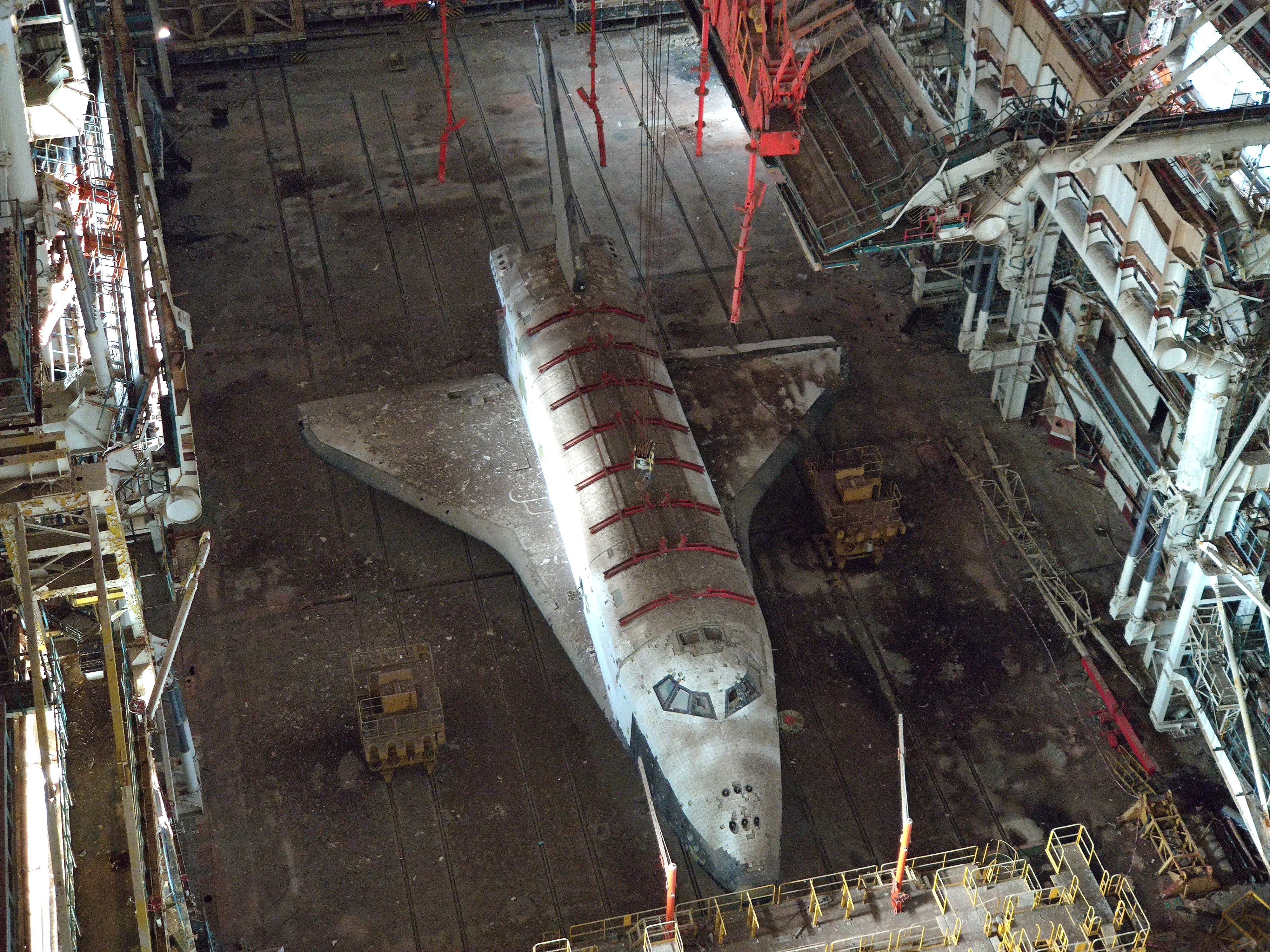
Buran OK-1.02 no prédio MZK, Cosmódromo de Baikonur, Cazaquistão.

Ptichka (em russo: "Птичка", "Pequeno Passarinho") ou Buria (em russo: "Буря" "Tempestade") foi o Segundo Ônibus Espacial Soviético a ser desenvolvido de uma série de 5, conhecidos pelo nome Buran (em russo: "Буран", "Nevasca"). Trata-se de espaçonaves retornáveis, desenvolvidas em programa durante os anos de 1971 e 1991, formalmente sendo suspendido em 1993, totalizando 18 anos de desenvolvimento.
O Ptichka estava nos planos de estar na segunda missão de voo do programa Buran; porém, devido à grande instabilidade econômica da União Soviética, o projeto estava sem verba, que ocasionou a falta de recursos no desenvolvimento dos Buran, que, por todavia já estava entre 95-97% concluído, e com outros em desenvolvimento como o OK-2.01, OK-2.02 e OK-2.03, sendo que apenas o OK-1.02 estava esperando a instalação de alguns sistemas eletrônicos. Era o único ônibus a ter um sistema de tripulação de sobrevivência. Sua primeira missão foi planejada pra ser em 1993, para fazer uma acoplagem com a antiga estação MIR de forma automática.

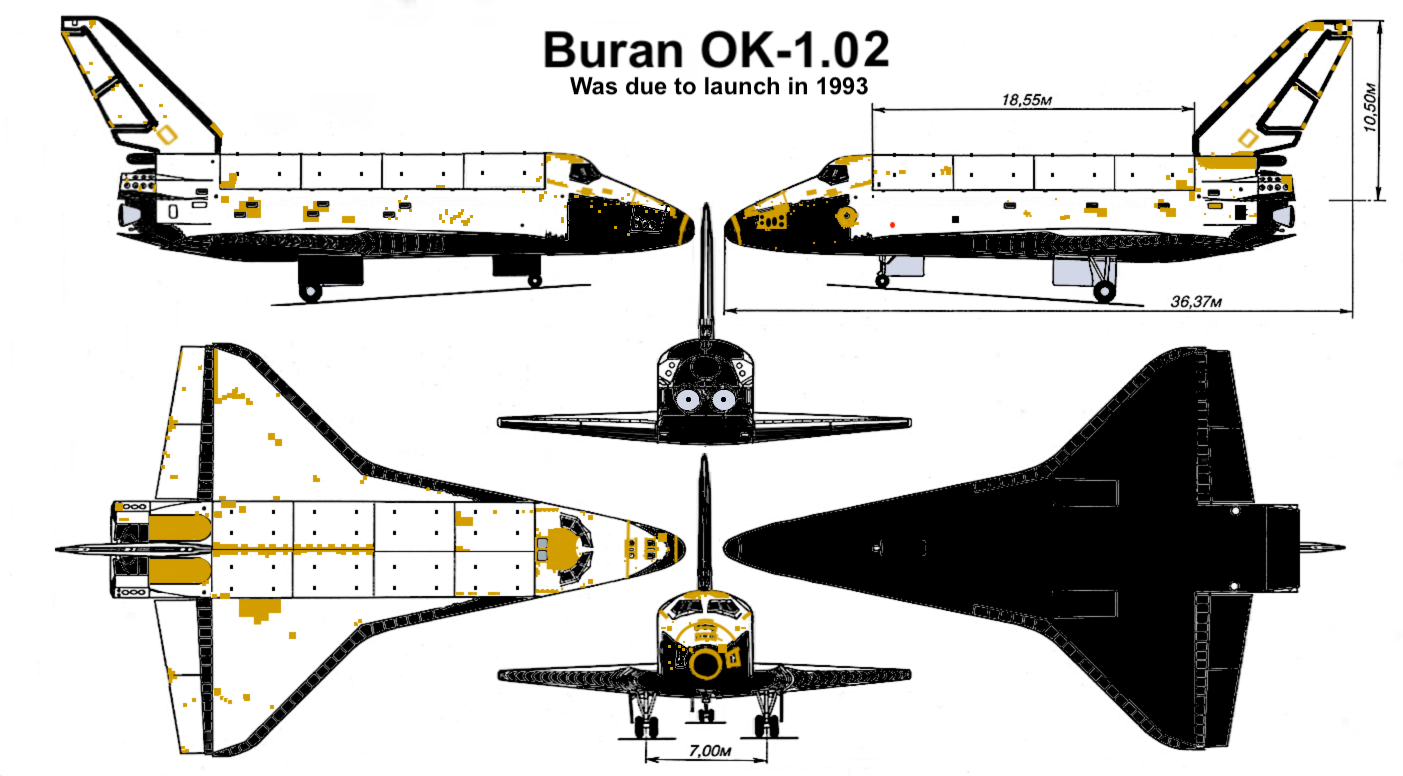
Representação do Buran OK-1.02 (Ptichka)

O Buran teve várias outras versões, totalizando 11 conhecidas, como algumas delas sendo a famosa OK-1.01 e OK-GLI; O Buran OK-GLI atualmente está em um museu, enquanto OK-1.01, após seu voo orbital, foi destruído devido à queda do teto do "Hangar 112" onde ele estava armazenado no Cosmódromo de Baikonur junto ao foguete Energia no Cazaquistão.

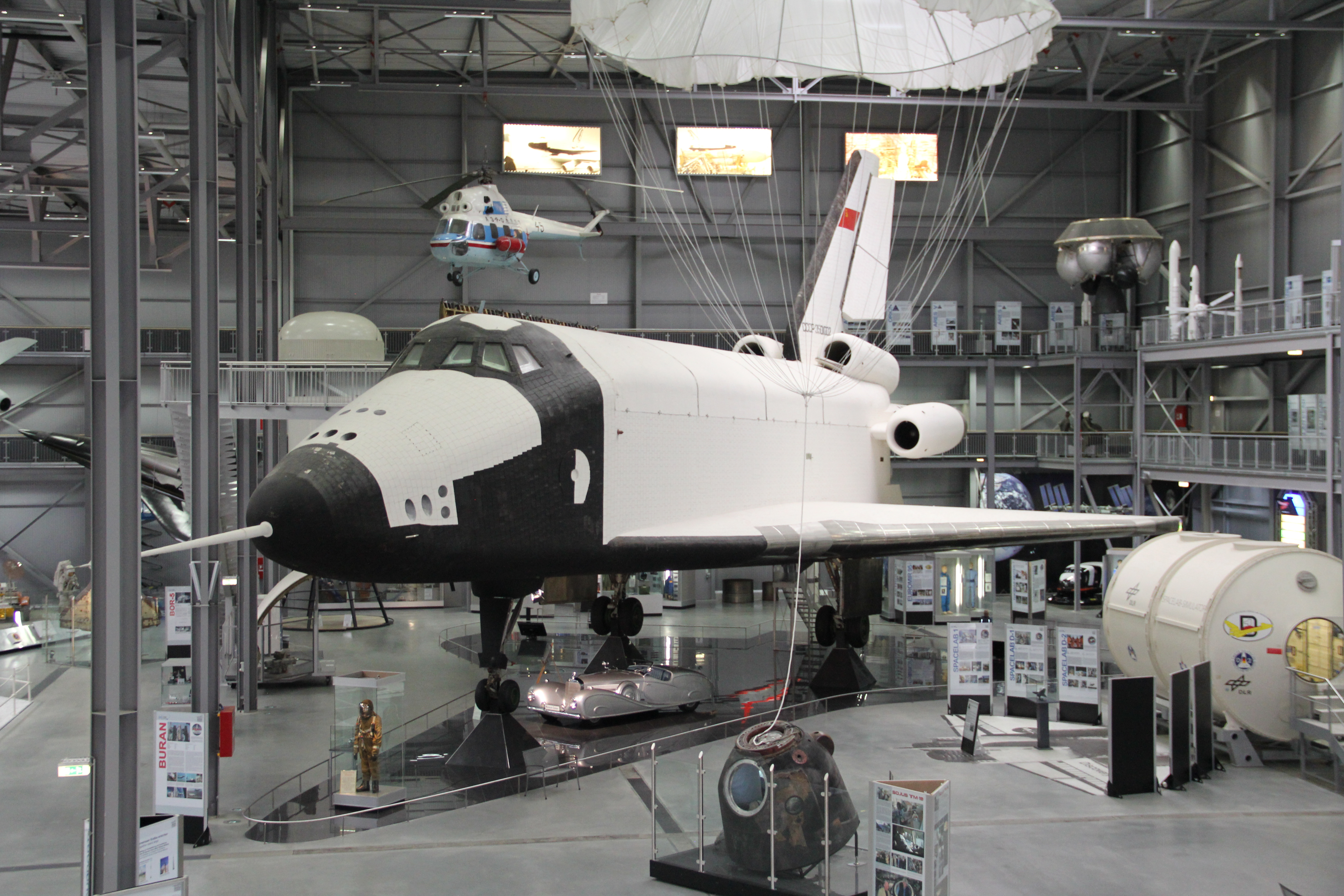
Buran OK-GLI no Museu de Aviação na Alemanha